# مذنب بان ستارز
مذنب بان ستارز أو C/2011 L4 (بالإنجليزية: PANSTARRS)‏ هو مذنب اكتشف في شهر يونيو 2011 وأطلق عليه اسم بان ستارز نسبة إلى اسم المرصد الذي اكتشفه، والموجود بهاواي في الولايات المتحدة. وقد رصد المذنب بان ستارز الجديد بواسطة الروسيَّين فيتال نيفسكي (بالروسية: Vitali Nevski) وأرتيوم نوفيتشونوك (بالروسية: Artyom Novichonok) حيث تمكَّنا من التقاط صور له في 24 سبتمبر 2012، استخدما فيها تلسكوب سانتل عاكس بقطر 15.7 بوصة (0.4 متر) التابع للشبكة الدولية البصرية العلمية بالقرب من كيسلوفودسك والتي تعرف اختصارا باسم "ISON". وأطلق عليه رسمياً اسم "C/2012 S1".
في مطلع شهر مارس من عام 2013 بلغت المسافة بين المذنب والشمس نحو 45 مليون كيلومتر. عند اقتراب المذنب من الأرض إلى أقصى نقطة كان على بعد 09و1 وحدة فلكية (نحو 158 مليون كيلومتر) في الخامس من مارس عام 2013 وأمكن رؤيته بصعوبة بالعين المجرَّدة، وبشكل جيد بتلسكوب. ثم وصل إلى أقرب نقطة من الشمس في الحضيض في 10 مارس، ومن ثمَّ بلغت ذروة لمعانه بالنسبة لراصدي الأرض في 11 مارس 2013. إلا إنَّ غروبه بعد الشمس بفترةٍ قصيرةٍ جعل رصده أمراً صعباً، حيث كان يغرب بعدها بساعةٍ ونيّف. ويأخذ المذنب في الخفوت مع تقدُّم شهر مارس حتى تصبح رؤيته غير يسيرة بحلول نهاية الشهر.

## تاريخ رصده

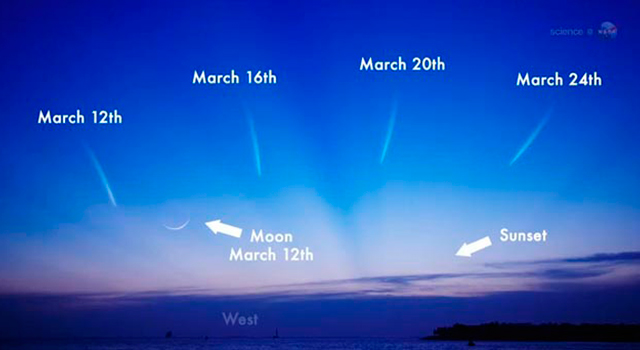
للمشاهد من نصف الأرض الشمالي ظهر مذنب PANSTARRS بالقرب من القمر في يومي 12/13 مارس 2013. يلاحظ فعل الريح الشمسية في توجيه ذيل المذنب بعيدا عن نواة المذنب.

كان المذنب C/2011 L4 عندما اكتشف في يونيو 2011 لا يزال على بعد 9و7 وحدة فلكية من الشمس حيث كان درجة لمعانه 19 قدر ظاهري.
وفي مطلعأوائل شهر مايو 2012 وصلت دلارجة لمعانه 5و13 قدر ظاهري
, وأمكن رؤيته بتلسكوب هواة في سماء صافية.
وبحلول شهر أكتوبر 2012 أمكن رصد هالته الغبارية وقدرت بطول 120,000 كيلومتر (75,000 ميل)

ورؤي المذنب
C/2011 L4 بالعين المجردة في 7 فبراير 2013 وكان تقديره النجمي ~6. وأمكن رؤيته من نصفي الكرة الأرضية خلال الأستبيع الأولى من شهر مارس واقترب من الأرض حتى أصبح على مسافة 09و1 وحدة فلكية في يوم 5 مارس 2013.

 ثم وصل إلى الحضيض (أقرب مسافة له من الشمس) بالنسبة للشمس في 10 مارس 2013.

كانت التقديرات الأولية تقدر دبأن درجة لمعان C/2011 L4 ستصبح بقدر ظاهري 0 (وهي درجة لمعان رجل القنطور أ أو النسر الواقع). وتم قياس لمعانه في أكتوبر 2012 وقدّر بقدر −4 (وهي درجة لمعان تعادل لمعان الزهراء).
وفي يناير 2013 لوحظ أن درجة لمعانه تنخفض مما جعل تقديره الأولي سيبلغ +1.< وخلال شهر فبراير بين منحنى لمعانه انخفاضا تاليا ليصبح تقديره + 2 عند الحضيض (عند أقرب مسافة بينه وبين الشمس) 
عندما وصل C/2011 L4 حقيقة إلى أقرب مسافة بينه وبين الشمسي في مارس 2013 كان قدره الأقصى الفعلي نحو
+1, كما قام بتقديره عدة راصدين من مختلف البلاد على الأرض. ولكن أنخفاض موقعه على صفحة السماء إذ كان قريبا من الأفق جعل تقدير لمعانه صعبا ومقترنا بعدم تأكد كبير في النتائج، وذلك بسبب عدم وجود نجم بالقرب منه يمكن أن يُتخذ كمرجع لتقدير قدر لمعانه بعد إجراء حسابات تصحيح تأثير امتصاص الغلاف الهوائي للأرض للضوء الآتي منهما. ومع مجيء منتصف مارس 2013 كانت مشاهدة المذنب C/2011 L4 بمنظار أحسن ما يمكن نحو 40 دقيقة بعد غروب الشمس وقدوم وقت الغسق.
وفي يومي 17-18 مارس وصل قدر المذنب C/2011 L4 إلى 8و2 وهو قدر نجم الجنب.
 وفي يوم 22 أبريل أصبح المذنب بالقرب من نجم الكف الخصيب، وخلال يومي 12-14 مايو 2013 كان بالقرب من نجم الراعي. < ثم تحرك نحو الشمال في 28 مايو وواصل مساره.

## صور المذنب بان ستارز

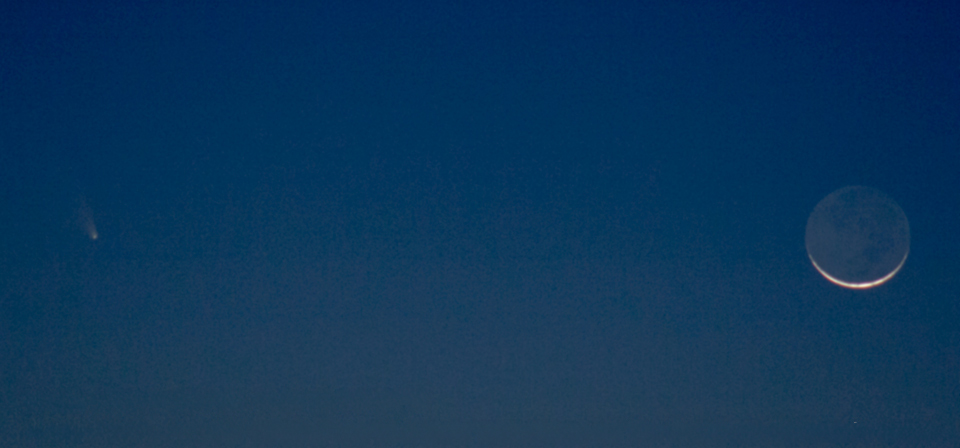
مذنب بان ستارز كما رصد من جنوب كاليفورنيا, نحو 3° شرقا من هلال القمر .
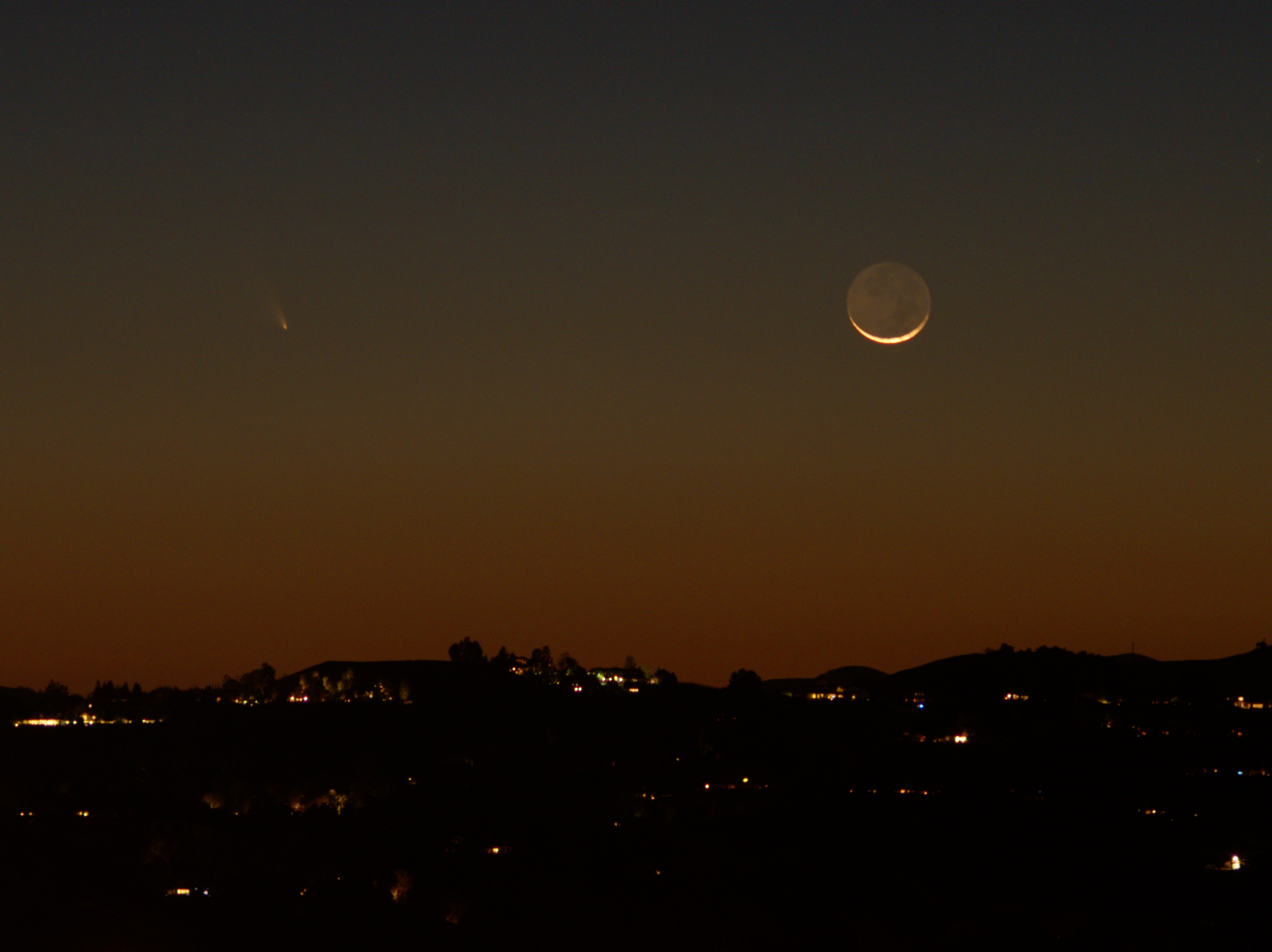
صورة بان ستارز في 12 مارس 2013 في لوس أنجلوس ، الولايات المتحدة.
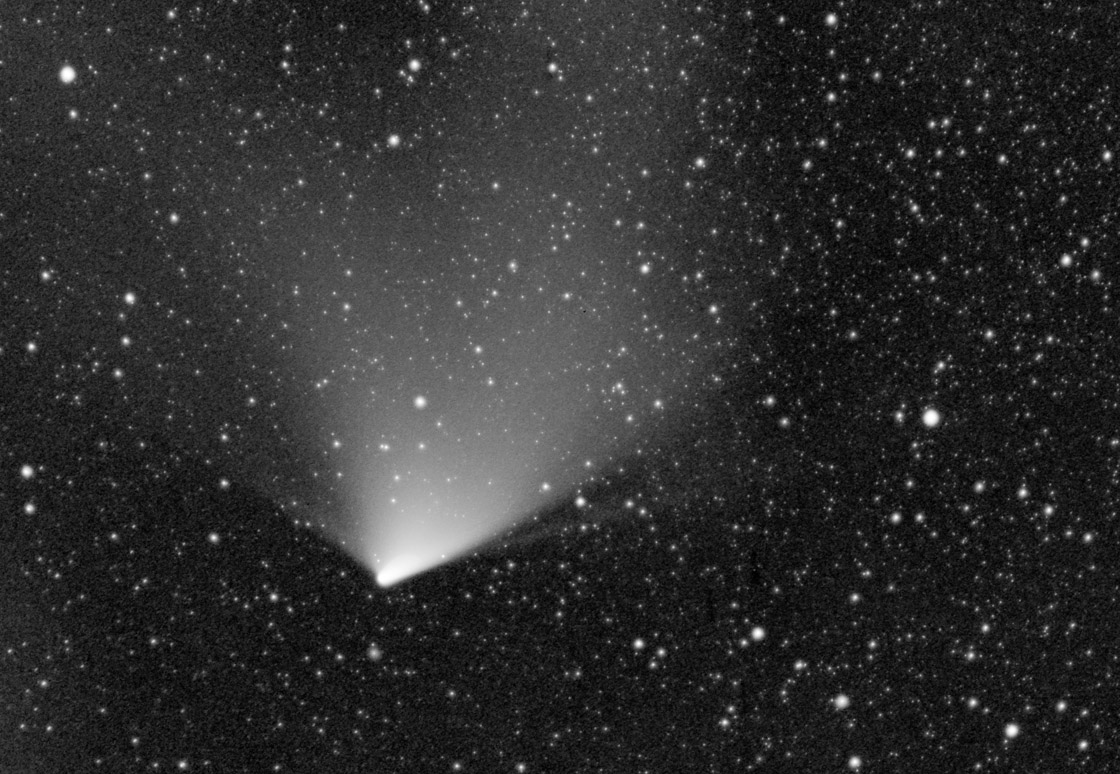
مذنب بان ستارز (وذيله كالمروحة) في يوم 2013-03-24 17:00الساعة ؛ صورة من المرصد Special Astrophysical الروسي Observatory of the Russian Academy of Science بالقرب من قرية Nizhny Arkhyz.
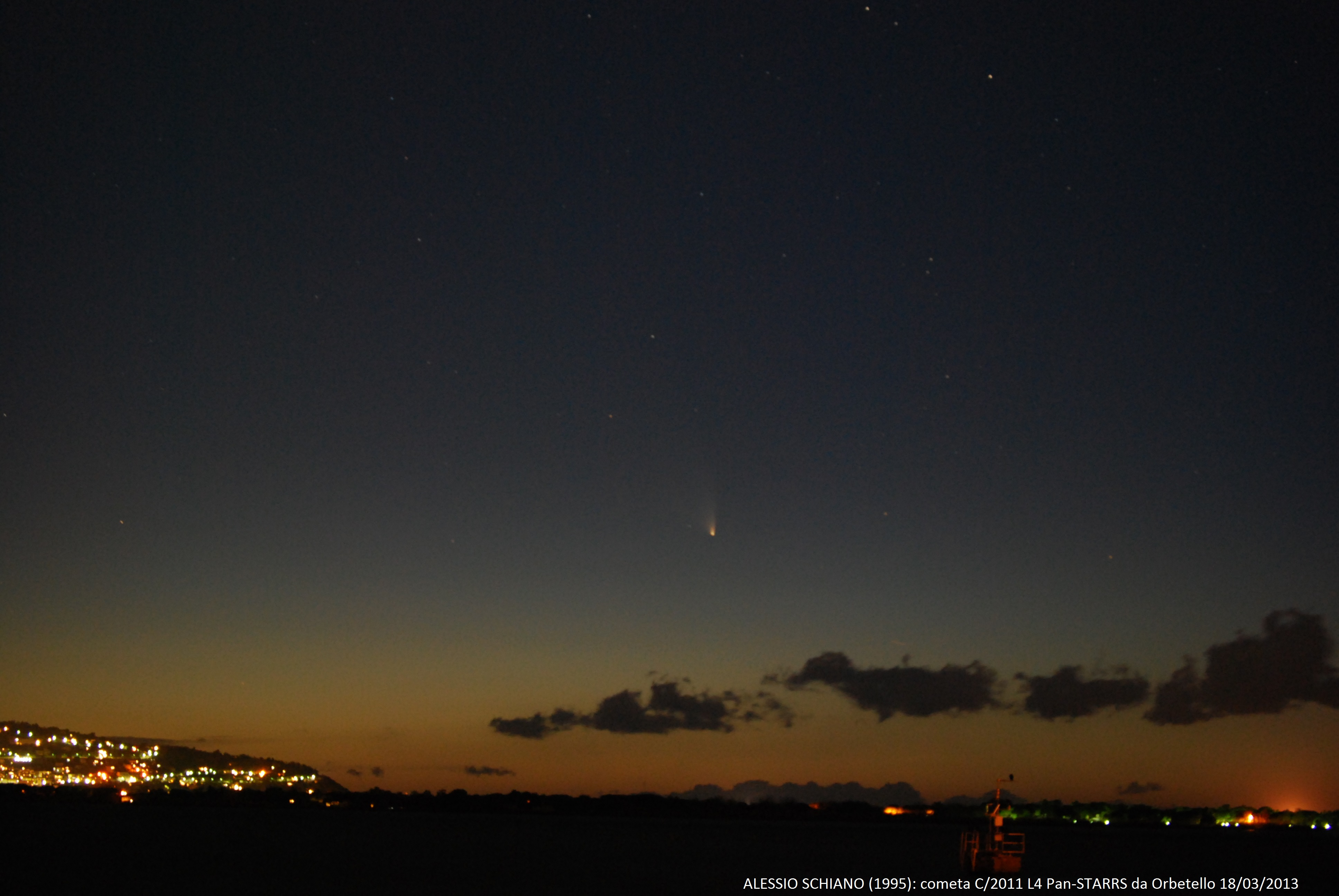
صورة إلتقطت في 18 مارس 2013, في أوربيتللو, إيطاليا).
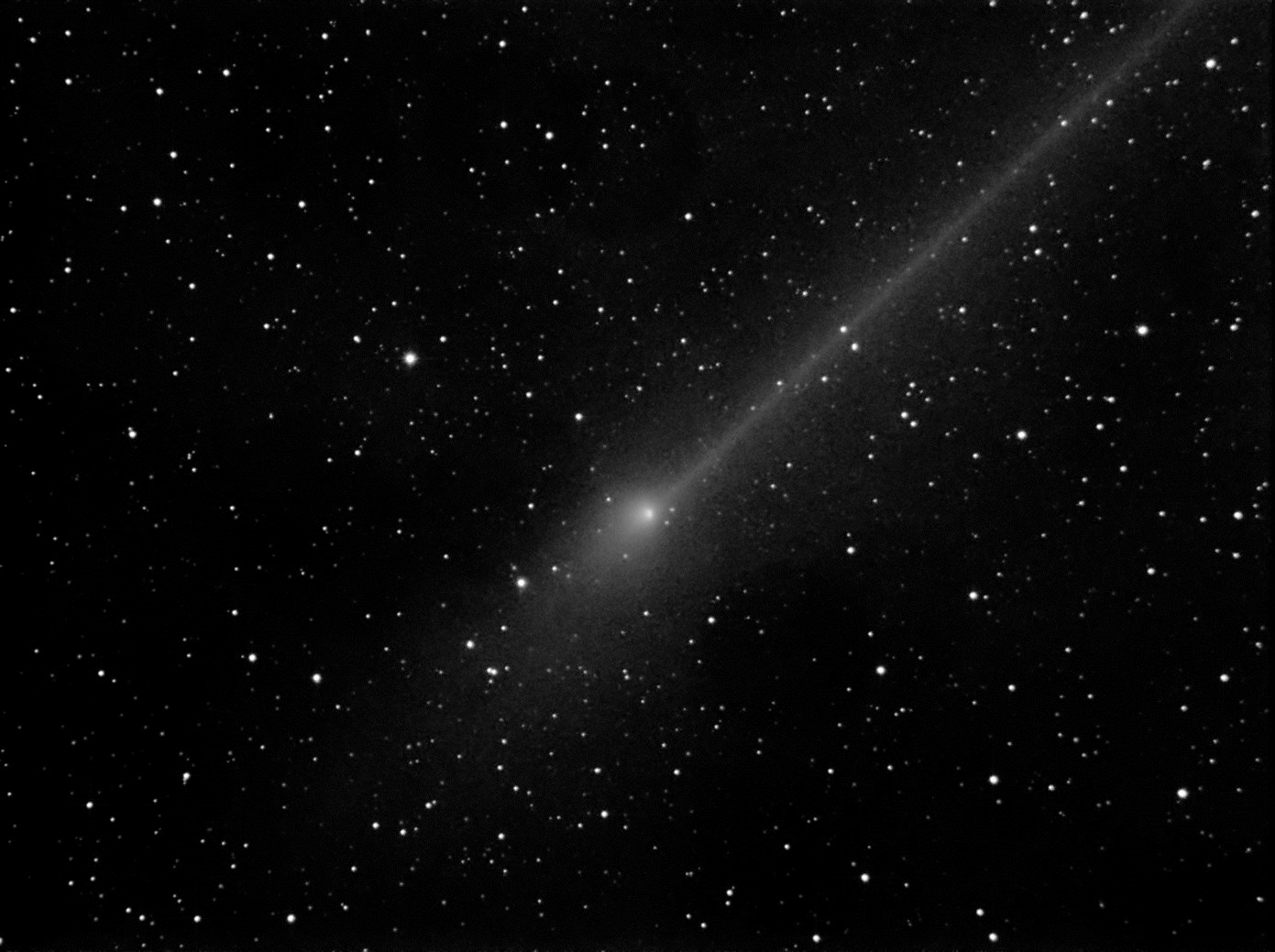
صورة قام بالتقاتها "جون ماكلين" من مرصد "نورمان لوكيري" بالديفون Devon.

## اقرأ أيضا
- مذنب ISON